# Les Enfants d'Orion
Pour plus de détails, voir Fiche technique et Distribution.
Les Enfants d'Orion est un téléfilm français en deux parties de 90 minutes, écrit par Patrick Laurent, réalisée par Philippe Venault et diffusé le 20 août 2008 sur France 2.

## Synopsis
À la disparition mystérieuse de son père, Lou revient dans sa région natale pour ses obsèques. Mais son retour coïncide avec une série de meurtres violents à caractère mystique : les victimes sont retrouvées avec un signe de croix sur leurs visages. Vincent, le policier de la brigade criminelle, qui est chargé du dossier, débarque dans le village où les traditions et les folklores anciens restent vivaces. Lou est persuadé que ces assassinats sont l'œuvre de son père mais l'inspecteur ne croit pas aux fantômes. Qui est cette créature qui tue ? Il faudra tout le courage et la témérité à ce jeune policier pour résoudre cette enquête hors-norme...

## Fiche technique
- Titre : Les Enfants d'Orion
- Réalisation : Philippe Venault
- Scénario : Patrick Laurent
- Musique : Charles Court
- Costumes : Marie Berroyer, Laurence Caines et Pascaline Suty
- Montage : Frédéric Massiot et Marie Massiot
- Photographie : Bruno Privat
- Distribution : Sonia Halloserie et Françoise Menidrey
- Effets spéciaux de maquillage : Alexis Kinebanyan
- Supervision des effets spéciaux : François Brigouleix
- Production : Ariel Askénazi, Paul Fonteyn et Bénédicte Lesage
- Compagnies de production : Mascaret Films, Fontana, France 2, RTL/TVI, TV5 Monde
- Pays d'origine : France
- Format : Couleurs
- Ratio image : 1.78.1 panoramique
- Durée : 2 × 90 minutes
- Genre : thriller
- Diffusion originale : 20 août 2008

## Distribution
- Clémentine Poidatz : Lou
- Clément Sibony : Vincent
- Clémentine Célarié : Edwige
- Michel Bompoil : Xavier Costes
- François Marthouret : Sagnens
- Romain Deroo : Paul Liaret
- Christophe Odent : Hamelin

## Épisodes
1. Les Enfants d'Orion, première partie
2. Les Enfants d'Orion, deuxième partie

## Commentaires
- La série a été filmée dans le département de l'Hérault. La Grotte des Demoiselles est l'un des lieux où se situe l'action de cette mini-série[1].
- Parmi les autres lieux de tournage, on citera Ganges, Saint-Bauzille-de-Putois, Saint-Jean-de-Buèges, Saint-Maurice-Navacelles.
- Une avant-première de la série a été faite à Ganges en octobre 2007[2].
- Fait inhabituel : la série est d'abord sortie au format DVD avant sa diffusion télévisuelle.

## Audience
- La mini-série a obtenu de très belles audiences lors de sa diffusion télévisée. Le premier épisode a réuni 3 835 415 téléspectateurs soit 18,9 % de PDA sur les 4 ans et plus et le second épisode 3 377 455 personnes soit 24 % de PDA sur les 4 ans et plus face au match France/Suède le même jour sur TF1[3].

## DVD
La série est sortie en DVD chez Zylo Films le 10 janvier 2008.